# イヴィツァ・モムチロヴィッチ
イヴィツァ・モムチロヴィッチ（セルビア語: Ивица Момчиловић, ラテン文字転写: Ivica Momčilović、1967年10月4日 - ）は、セルビア（旧ユーゴスラビア）の元サッカー選手、サッカー指導者。ポジションはミッドフィールダー。

## タイトル

### レッドスター・ベオグラード
- ユーゴスラビア・プルヴァ・リーガ：1990-91
- ユーゴスラビア / セルビア・モンテネグロカップ：1992-93
- UEFAチャンピオンズカップ：1990-91